# Święty Gaj
Święty Gaj (niem. Heiligenwalde) – wieś w Polsce położona w województwie warmińsko-mazurskim, w powiecie elbląskim, w gminie Rychliki.
W miejscowości znajduje się neogotycki kościół filialny parafii w Kwietniewie z 1865. Powstał w miejscu pogorzeliska po gotyckiej świątyni z 1399, w ołtarzu znajdują się relikwie św. Wojciecha. Kościół jest diecezjalnym Sanktuarium św. Wojciecha.
Na wschód od miejscowości w miejscu byłego grodziska Cholin znajduje się przypuszczalne miejsce śmierci św. Wojciecha.
W latach 1975–1998 miejscowość administracyjnie należała do województwa elbląskiego.